# Кинематограф Республики Кипр
Кипрский кинематограф зародился гораздо позже, чем в других странах.
В 1994 году кинематографическое производство получило толчок с созданием Консультативного комитета кино. По состоянию на 2000 год, годовая сумма выделенная из национального бюджета на кинематограф составляет 500 000 кипрских фунтов (около 850 000 евро). Помимо государственных грантов, кипрские компании рассчитывают на финансирование со стороны Совета Европы, который финансирует европейский фильм совместного производства. В 2009 году греческий режиссёр, сценарист и продюсер Василис Мазоменос снял на Кипре фильм «Вина». Фильм прошел отборы на Монреальский кинофестиваль, Каирский международный кинофестиваль, Индийский международный кинофестиваль, Таллинский кинофестиваль «Темные ночи», Кинофестиваль «Фанташпорту» и стал фильмом открытием в Панораме европейского кино в Афинах.
Лишь небольшое число зарубежных фильмов было сделано на Кипре. Самым известным фильмом, частично снятым на Кипре является «Самый длинный день» с Джоном Уэйном в главных ролях.
Наиболее известный из кипрских режиссёров, работавших за пределами острова является Михалис Какоянис.